# Czysta gra
Czysta gra (ang. Fair Game) – amerykański film akcji z 1995 roku w reżyserii Andrew Sipesa, wyprodukowany przez wytwórnię Warner Bros. Główne role w filmie zagrali Cindy Crawford i William Baldwin.
Film jest bazowany na podstawie powieści Pauli Gosling o tym samym tytule, która została wcześniej zaadaptowana do filmu Cobra z 1986 roku ze Sylvestrem Stallone.
Premiera filmu odbyła się 3 listopada 1995 w Stanach Zjednoczonych.

## Fabuła
Prawniczka Kathryn „Kate” McQuean (Cindy Crawford) zapobiega kradzieży ogromnej sumy pieniędzy. Kobieta staje się żywym celem bezwzględnej grupy byłych funkcjonariuszy KGB: Stefana, Leonide’a "Hackera" Volkova, Navigatora, Rosy (Jenette Goldstein) oraz Zhukova (Olek Krupa). Kate postanawia poprosić o pomoc policję. Jej jedynym sprzymierzeńcem staje się policjant z wydziału zabójstw, Max Kirkpatrick (William Baldwin).

## Obsada
- William Baldwin jako Max Kirkpatrick
- Cindy Crawford jako Kathryn „Kate” McQuean
- Steven Berkoff jako pułkownik Ilya Kazak
- Christopher McDonald jako porucznik Meyerson, szef Maxa
- Miguel Sandoval jako Emilio Juantorena
- Johann Carlo jako Jodi Kirkpatrick
- Salma Hayek jako Rita
- John Bedford Lloyd jako detektyw Louis Aragon
- Jenette Goldstein jako Rosa
- Paul Dillon jako Leonid "the Hacker" Volkov
- Olek Krupa jako Zhukov

## Produkcja
Zdjęcia do filmu kręcono w Coral Gables, Key Biscayne, Fort Lauderdale, Miami Beach i Miami (Floryda).

## Odbiór
Film Czysta gra spotkał się z negatywną reakcją krytyków. W serwisie Rotten Tomatoes, 13% z dwudziestu czterech recenzji filmu jest negatywne (średnia ocen wyniosła 2,4 na 10). Na portalu Metacritic średnia ocen z 18 recenzji wyniosła 13 punktów na 100.

### Nagrody i nominacje
| Rok  | Miejsce                           | Nagroda      | Kategoria                              | Odbiorcy i nominowani            | Wynik     |
| ---- | --------------------------------- | ------------ | -------------------------------------- | -------------------------------- | --------- |
| 1996 | 16. rozdanie nagród Złotych Malin | Złota Malina | Najgorsza aktorka                      | Cindy Crawford                   | wygrana   |
| 1996 | 16. rozdanie nagród Złotych Malin | Złota Malina | Najgorsza ekranowa para / duet filmowy | Cindy Crawford i William Baldwin | nominacja |
| 1996 | 16. rozdanie nagród Złotych Malin | Złota Malina | Najgorszy debiut aktorski              | Cindy Crawford                   | nominacja |